# Santa Elena kommun, Mexiko
Santa Elena är en kommun i Mexiko.   Den ligger i delstaten Yucatán, i den östra delen av landet, 1 000 km öster om huvudstaden Mexico City. Antalet invånare är 3 832. Arean är 695 kvadratkilometer.
Terrängen i Santa Elena är platt.
Följande samhällen finns i Santa Elena:
- Santa Elena